# Wielowieś, Tỉnh Warmian-Masurian
Wielowieś [vjɛˈlɔvjɛɕ] (German Dittersdorf) là một ngôi làng thuộc khu hành chính của Gmina Zalewo, thuộc hạt Iława, Warmian-Masurian Voivodeship, ở miền bắc Ba Lan. Nó nằm khoảng 11 kilômét (7 mi)   về phía đông nam của Zalewo, 24 km (15 mi) phía đông bắc Iława và 51 km (32 mi) về phía tây của thủ đô khu vực Olsztyn.